# Nazionale maschile di rugby a 15 della Serbia
La nazionale di rugby a XV della Serbia (Рагби репрезентација Србије) rappresenta il proprio paese nelle competizioni di rugby internazionali.

Non ha mai partecipato alla coppa del mondo, ma partecipa regolarmente al Campionato europeo per Nazioni di rugby, dove è attualmente inserita nella 2ª divisione poule B.